# داگ سونت
داگ سونت (انگلیسی: Doug Savant؛ زاده ۲۳ اوت ۱۹۶۴) یک هنرپیشه اهل ایالات متحده آمریکا است. وی از سال ۱۹۷۴ میلادی تاکنون مشغول فعالیت بوده‌است.
از فیلم‌ها یا برنامه‌های تلویزیونی که وی در آن نقش داشته است می‌توان به گودزیلا و بالماسکه اشاره کرد.